# Dreamcatcher Interactive
Dreamcatcher Interactive Inc (även känd som Dreamcatcher Games) var en kanadensisk spelutgivare grundades 1996 av Richard Wah Kan. Under 2006 blev företaget ett dotterbolag till Jowood Entertainment. Under 2011 gick företaget tillsammans med moderbolaget Jowood Entertainment och alla tillgångar köptes av Nordic Games Holding. Dreamcatcher Interactive-varumärket används för närvarande som en publiceringsetikett för THQ Nordic.

## Lista på spel
Obs! Den här listan är för titlar som Dreamcatcher Interactive har publicerats. Spel utgivna under The Adventure Company ingår ej listan.
| År   | Titel                                           | Platform                                  |
| ---- | ----------------------------------------------- | ----------------------------------------- |
| 1996 | Jewels of the Oracle                            | Macintosh, Windows 3.x                    |
| 1997 | Egypt 1156 B.C.: Tomb of the Pharaoh            | Macintosh, Microsoft Windows              |
| 1997 | Safecracker                                     | Macintosh, Microsoft Windows              |
| 1997 | Soldier Boyz                                    | Microsoft Windows                         |
| 1997 | Beyond Time                                     | Microsoft Windows, Windows 3.x            |
| 1998 | Jewels II: The Ultimate Challenge               | Microsoft Windows, Windows 3.x            |
| 1998 | Karma: Curse of the 12 Caves                    | Microsoft Windows                         |
| 1999 | The Crystal Key                                 | Macintosh, Microsoft Windows              |
| 1999 | The Adventures of Jonny Quest                   | Microsoft Windows                         |
| 1999 | Nightlong: Union City Conspiracy                | Microsoft Windows                         |
| 1999 | Cydonia: Mars - The First Manned Mission        | Microsoft Windows                         |
| 2000 | The Forgotten: It Begins                        | Macintosh, Microsoft Windows              |
| 2000 | Egypt II: The Heliopolis Prophecy               | Microsoft Windows                         |
| 2000 | Seven Games of the Soul                         | Microsoft Windows                         |
| 2000 | Riddle of the Sphinx: An Egyptian Adventure     | Macintosh, Microsoft Windows              |
| 2000 | The Legend of Lotus Spring                      | Macintosh, Microsoft Windows              |
| 2000 | The Sacred Amulet                               | Microsoft Windows                         |
| 2000 | Dracula: The Resurrection                       | Macintosh, PlayStation, Microsoft Windows |
| 2000 | Traitors Gate                                   | Macintosh, Microsoft Windows              |
| 2000 | Beyond Atlantis                                 | Macintosh, Microsoft Windows              |
| 2000 | In Cold Blood                                   | PlayStation, Microsoft Windows            |
| 2000 | The New Adventures of the Time Machine          | Microsoft Windows                         |
| 2000 | TimeScape: Journey to Pompeii                   | Macintosh, Microsoft Windows              |
| 2000 | The Legend of the Prophet and the Assassin      | Microsoft Windows                         |
| 2000 | Odyssey: The Search for Ulysses                 | Microsoft Windows                         |
| 2000 | Nancy Drew: Message in a Haunted Mansion        | Microsoft Windows, Game Boy Advance       |
| 2001 | Frank Herbert's Dune                            | Microsoft Windows                         |
| 2001 | Dracula: The Last Sanctuary                     | Macintosh, PlayStation, Microsoft Windows |
| 2001 | Necronomicon: The Dawning of Darkness           | PlayStation, Microsoft Windows            |
| 2001 | The Messenger                                   | Macintosh, Microsoft Windows              |
| 2001 | Dracula: Crazy Vampire                          | Game Boy Color                            |
| 2001 | Nancy Drew: Secrets Can Kill                    | Microsoft Windows                         |
| 2001 | The Secrets of Alamut                           | Microsoft Windows                         |
| 2001 | Nancy Drew: Stay Tuned for Danger               | Microsoft Windows                         |
| 2001 | Arthur's Knights: Tales of Chivalry             | Microsoft Windows                         |
| 2001 | Nancy Drew: Treasure in the Royal Tower         | Microsoft Windows                         |
| 2001 | Woody Woodpecker                                | Game Boy Color                            |
| 2001 | Amerzone: The Explorer's Legacy                 | Microsoft Windows                         |
| 2001 | Atlantis: The Lost Tales                        | Microsoft Windows                         |
| 2001 | Jekyll & Hyde                                   | Microsoft Windows                         |
| 2001 | The Shadow of Zorro                             | Microsoft Windows                         |
| 2001 | From Dusk Till Dawn                             | Microsoft Windows                         |
| 2001 | Schizm: Mysterious Journey                      | Microsoft Windows                         |
| 2001 | Beyond Atlantis II                              | Microsoft Windows                         |
| 2001 | Nancy Drew: The Final Scene                     | Microsoft Windows                         |
| 2001 | MegaRace 3                                      | Microsoft Windows                         |
| 2002 | Inspector Gadget: Advance Mission               | Game Boy Advance                          |
| 2002 | Gremlins: Stripe vs. Gizmo                      | Game Boy Advance                          |
| 2002 | Woody Woodpecker: Escape from Buzz Buzzard Park | PlayStation 2                             |
| 2002 | Casino Mogul                                    | Microsoft Windows                         |
| 2002 | SuperPower                                      | Microsoft Windows                         |
| 2002 | Factory Mogul                                   | Microsoft Windows                         |
| 2002 | Arabian Nights                                  | Microsoft Windows                         |
| 2002 | Project Earth: Starmageddon                     | Microsoft Windows                         |
| 2002 | The Mystery of the Nautilus                     | Microsoft Windows                         |
| 2002 | Gore: Ultimate Soldier                          | Microsoft Windows                         |
| 2002 | Rock Manager                                    | Microsoft Windows                         |
| 2002 | Agassi Tennis Generation                        | PlayStation 2                             |
| 2002 | Iron Storm                                      | Microsoft Windows                         |
| 2002 | Extreme Ghostbusters: Code Ecto-1               | Game Boy Advance                          |
| 2002 | Kaan: Barbarian's Blade                         | PlayStation 2, Microsoft Windows          |
| 2002 | Law & Order: Dead on the Money                  | Microsoft Windows                         |
| 2002 | Pink Panther: Pinkadelic Pursuit                | PlayStation                               |
| 2002 | Hegemonia: Legions of Iron                      | Microsoft Windows                         |
| 2002 | Pink Panther: Pinkadelic Pursuit                | Game Boy Advance                          |
| 2002 | Post Mortem                                     | Microsoft Windows                         |
| 2003 | Battlecruiser Millennium Gold                   | Microsoft Windows                         |
| 2003 | Harbinger                                       | Microsoft Windows                         |
| 2003 | Hellboy: Dogs of the Night                      | PlayStation                               |
| 2003 | Emergency Fire Response                         | Microsoft Windows                         |
| 2003 | Enigma: Rising Tide                             | Microsoft Windows                         |
| 2003 | Spirits & Spells                                | GameCube                                  |
| 2003 | Ultimate Beach Soccer Sports                    | Xbox                                      |
| 2003 | Curse: The Eye of Isis                          | Microsoft Windows, Xbox                   |
| 2003 | Etherlords II                                   | Microsoft Windows                         |
| 2003 | Ultimate Beach Soccer                           | Game Boy Advance                          |
| 2003 | Pax Romana                                      | Microsoft Windows                         |
| 2003 | Broken Sword: The Sleeping Dragon               | Microsoft Windows                         |
| 2003 | Arx Fatalis                                     | Xbox                                      |
| 2004 | Saddle Up: Time to Ride                         | Microsoft Windows                         |
| 2004 | Besieger                                        | Microsoft Windows                         |
| 2004 | Traitors Gate 2: Cypher                         | Microsoft Windows                         |
| 2004 | Universal Combat                                | Microsoft Windows                         |
| 2004 | Crystal Key II: The Far Realm                   | Microsoft Windows                         |
| 2004 | Painkiller                                      | Microsoft Windows                         |
| 2004 | The Omega Stone: Riddle of the Sphinx II        | Microsoft Windows                         |
| 2004 | Aura: Fate of the Ages                          | Microsoft Windows                         |
| 2004 | SuperPower 2                                    | Microsoft Windows                         |
| 2004 | Lights Out                                      | Microsoft Windows                         |
| 2004 | Return to Mysterious Island                     | Microsoft Windows                         |
| 2004 | Painkiller: Battle Out of Hell                  | Microsoft Windows                         |
| 2004 | Advanced Battlegrounds: The Future of Combat    | Microsoft Windows                         |
| 2005 | Yager                                           | Microsoft Windows                         |
| 2005 | Enigma: Rising Tide                             | Microsoft Windows                         |
| 2005 | The Moment of Silence                           | Microsoft Windows                         |
| 2005 | Domination                                      | Microsoft Windows                         |
| 2005 | ObsCure                                         | PlayStation 2, Microsoft Windows, Xbox    |
| 2005 | Painkiller: Gold Edition                        | Microsoft Windows                         |
| 2005 | MetalHeart: Replicants Rampage                  | Microsoft Windows                         |
| 2005 | Dungeon Lords                                   | Microsoft Windows                         |
| 2005 | Still Life                                      | Xbox                                      |
| 2005 | ECHO: Secrets of the Lost Cavern                | Microsoft Windows                         |
| 2005 | Painkiller: Black                               | Microsoft Windows                         |
| 2005 | NiBiRu: Age of Secrets                          | Microsoft Windows                         |
| 2005 | Cold War                                        | Microsoft Windows, Xbox                   |
| 2005 | Agatha Christie: And Then There Were None       | Wii, Microsoft Windows                    |
| 2006 | Agatha Christie: Murder on the Orient Express   | Microsoft Windows                         |
| 2006 | Dungeon Lords: Collector's Edition              | Microsoft Windows                         |
| 2006 | Keepsake                                        | Microsoft Windows                         |
| 2006 | Glory of the Roman Empire                       | Microsoft Windows                         |
| 2006 | Wildlife Zoo                                    | Microsoft Windows                         |
| 2006 | Painkiller: Hell Wars                           | Xbox                                      |
| 2006 | Ship Simulator 2006                             | Microsoft Windows                         |
| 2006 | First Battalion                                 | Microsoft Windows                         |
| 2006 | Neverend                                        | Microsoft Windows                         |
| 2006 | Evidence: The Last Ritual                       | Microsoft Windows                         |
| 2006 | Secret Files: Tunguska                          | Microsoft Windows                         |
| 2007 | Nanny Mania                                     | Microsoft Windows                         |
| 2007 | Secrets of the Ark: A Broken Sword Game         | Microsoft Windows                         |
| 2007 | Power Boat GT                                   | Microsoft Windows                         |
| 2007 | The Sacred Rings                                | Microsoft Windows                         |
| 2007 | The Ugly Prince Duckling                        | Microsoft Windows                         |
| 2007 | Genesis Rising                                  | Microsoft Windows                         |
| 2007 | Dawnspire: Prelude                              | Microsoft Windows                         |
| 2007 | Voyage                                          | Microsoft Windows                         |
| 2007 | Sentinel: Descendants in Time                   | Microsoft Windows                         |
| 2007 | Mysterious Journey II: Chameleon                | Microsoft Windows                         |
| 2007 | Dunes of War                                    | Microsoft Windows                         |
| 2007 | Dead Reefs                                      | Microsoft Windows                         |
| 2007 | Spaceforce: Rogue Universe                      | Microsoft Windows                         |
| 2007 | Destination: Treasure Island                    | Microsoft Windows                         |
| 2007 | Atlantis Evolution                              | Microsoft Windows                         |
| 2007 | Animates                                        | Nintendo DS                               |
| 2007 | The Cameron Files: Pharaoh's Curse              | Microsoft Windows                         |
| 2007 | Painkiller: Overdose                            | Microsoft Windows                         |
| 2007 | LifeSigns: Surgical Unit                        | Nintendo DS                               |
| 2007 | Next Life                                       | Microsoft Windows                         |
| 2007 | Agatha Christie: Evil Under the Sun             | Microsoft Windows                         |
| 2007 | Zoo Quest: Puzzle Fun                           | Nintendo DS, Microsoft Windows            |
| 2008 | Agatha Christie: Death on the Nile              | Microsoft Windows                         |
| 2008 | Agatha Christie: Mysteries                      | Microsoft Windows                         |
| 2008 | The Experiment                                  | Microsoft Windows                         |
| 2008 | Seven Kingdoms: Conquest                        | Microsoft Windows                         |
| 2008 | Cleopatra: Riddle of the Tomb                   | Microsoft Windows                         |
| 2008 | Sherlock Holmes: Nemesis                        | Microsoft Windows                         |
| 2008 | SpellForce 2: Dragon Storm                      | Microsoft Windows                         |
| 2008 | Painkiller Triple Dose                          | Microsoft Windows                         |
| 2008 | SpellForce 2: Shadow Wars                       | Microsoft Windows                         |
| 2008 | Wildlife Zoo: Deluxe Edition                    | Microsoft Windows                         |
| 2008 | The Hardy Boys: The Hidden Theft                | Microsoft Windows                         |
| 2008 | Drivers Ed Portable                             | Nintendo DS                               |
| 2008 | Syberia                                         | Nintendo DS                               |
| 2008 | Dreamer: Horse Trainer                          | Nintendo DS                               |
| 2008 | Learn Math for Grades 1-4                       | Nintendo DS                               |
| 2008 | Dreamer: Puppy Trainer                          | Nintendo DS                               |
| 2008 | Matchstick                                      | Nintendo DS                               |
| 2009 | Inkheart                                        | Nintendo DS                               |
| 2009 | Dreamer: Pop Star                               | Nintendo DS                               |
| 2009 | Monster Band                                    | Nintendo DS                               |
| 2009 | Dreamer Series: Babysitter                      | Nintendo DS                               |
| 2009 | Let's Play: Shops                               | Nintendo DS                               |
| 2009 | Painkiller: Resurrection                        | Microsoft Windows                         |
| 2009 | Treasure Island                                 | Microsoft Windows                         |
| 2010 | Arcania: Gothic 4                               | Microsoft Windows                         |
| 2010 | Gothic II (Gold Edition)                        | Microsoft Windows                         |
| 2010 | Chaser                                          | Microsoft Windows                         |
| 2010 | Painkiller: Pandemonium                         | Microsoft Windows                         |
| 2011 | Painkiller: Redemption                          | Microsoft Windows                         |